# Maurice McDermott (cầu thủ bóng đá)
Maurice Patrick McDermott (21 tháng 2 năm 1923 – 9 tháng 2 năm 1988) là một cầu thủ bóng đá người Anh thi đấu ở vị trí hậu vệ ở Football League cho York City, ở Bóng đá non-league cho Consett và Annfield Plain, và đầu quân cho Sunderland mà không có một lần ra sân ở giải vô địch.